# Croix miraculeuses d'Asse
 (avril 2025).
Cette histoire, de nos jours, méconnue par la quasi-totalité des belges, flamands, brabançons et même assois (assenaars), fut autrefois, connue par toute la région car elle attirait des foules gigantesques de pèlerins, venus de partout au Kruisborre, petite vallée située au sud d'Asse, adjacente au hameau de Koudetaverent. De cette histoire nous reste des vestiges, à l'église Saint-Martin d'Asse et au Kruisborre avec de multiples chapelles et calvaires.

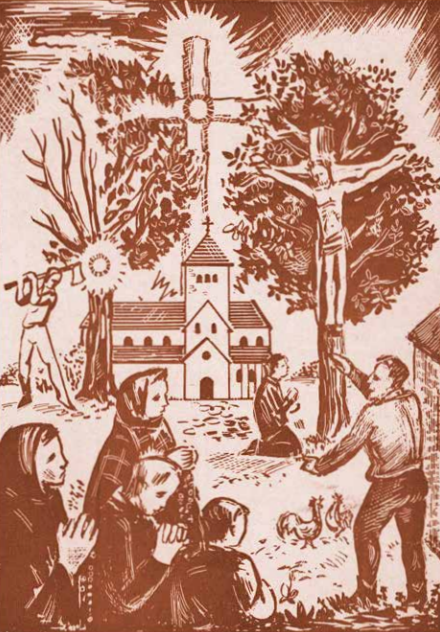
Illustration du XXe siècle.

## Légende
L'historien et sous-prieur de l'abbaye de Rood-Klooster, Jan Gielemans, a écrit à ce sujet au XVe siècle dans son Novale Sanctorum :
Au XIIIe siècle, une pauvre femme de Koudertaverent, un très petit village à 2 kilomètres d'Asse, se rendit chez des Banquiers Lombards juifs, désespérée, pour échanger son seul vêtement décent contre de l'argent. Les Lombards, la voyant au fond du gouffre, lui proposèrent une grosse somme d'argent en échange de l'hostie qu'elle recevrait à Pâques. La femme accepta l'offre et cacha l'hostie après la communion de Pâques, mais lors de son chemin vers les Lombards, elle regretta et cacha l'hostie dans le buisson d'un aulne sec, au Kruisborre. À ce moment-là, l'arbuste reprit vie et commença à fleurir.
Alors, pleins de pèlerins commencèrent à venir pour voir ce miracle de leurs propres yeux, mais cela dérangeait le propriétaire du champ car ses fruits étaient constamment piétinés par les pèlerins. Un jour, il en a eu assez de la foule et coupa le buisson, mais un autre miracle se produisit lorsque les éclats de feuilles et branches tombèrent en forme de croix, recouverts d'une goutte de sang. Alors, le fermier arrêta de couper et le prêtre fut appelé. La pauvre femme avoua son erreur et l'hostie fut retirée du buisson et portée en procession jusqu'à l'église Saint-Martin d'Asse. Plus tard, une croix fut réalisée avec le buisson d'aulne.
C'est alors que la véritable ruée a commencé, les gens venaient de partout au Kruisborre. En 1312, des pèlerins perdus demandèrent leur chemin à un fermier sur le Vrijthout (petit chemin à 2,6 kilomètres du Kruisborre), le fermier, incrédule, répondit : « Je crois autant à la légende qu'à une apparition miraculeuse d'une croix dans mon noyer ! ». Les pèlerins levèrent les yeux et virent une croix dans le noyer. Ce crucifix fut également apporté à l'église Saint-Martin d'Asse qui était l'église la plus importante des environs.
Depuis lors, les deux Saintes-Croix sont vénérées dans l'église Saint-Martin, dans une chapelle appelée "Le Kruiskoor", où la légende est représentée sur les boiseries et sur les vitraux.

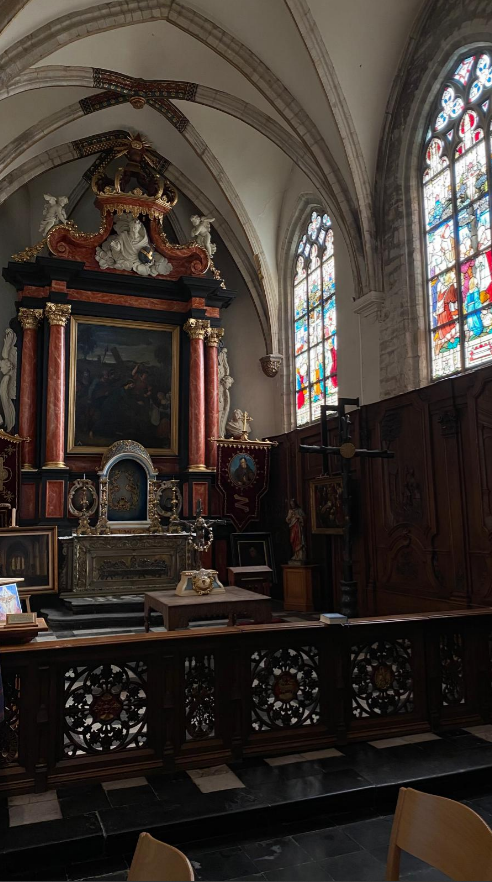
Kruiskoor dans l'église Saint-Martin d'Asse, avec la première Sainte-Croix sur la droite et la seconde Sainte-Croix, plus petite au centre. Les Vitraux racontent la légende.

Selon la légende, le château des Lombards Juifs qui voulaient soudoyer la pauvre femme fut détruite par la foudre, créant ainsi une énorme fosse, qu'on nomme aujourd'hui le "Jodenput" (La fosse Juive). Elle se trouve juste derrière la Croix de Sjat, non loin du Kruisborre.

## Pèlerinage
Asse est alors devenue un lieu de pèlerinage célèbre à partir du XIVe siècle, des gens venaient à Asse de partout, par dévotion ou pour se repentir. L'importance du pèlerinage à même été mise en évidence dans la bulle d'indulgence émise par le pape Benoît XII en 1337. D'anciens documents ecclésiastiques indiquent qu'il y avait déjà une chapelle au Kruisborre à cette époque.
Un pèlerinage au Kruisborre commençait par une prière dans la chapelle de Kruisborre. Les pèlerins descendaient ensuite les escaliers jusqu'à la source, en passant par les différentes chapelles, généralement construites en remerciement d'une faveur après un pèlerinage. Là, ils faisaient le signe de croix avec l'eau de la source, en buvaient ou en emportaient chez eux pour se protéger du mal. Les agriculteurs l'emportaient aussi souvent avec eux pour protéger leur maison et leur étable contre toutes sortes de dangers,
De grandes processions, défilés et festivités on fait perpétuer la tradition et la légende des Saintes Croix. En 1862, les 525 ans du miracle furent célébrés par une procession, en 1912 (600 ans), un cortège eut lieu à nouveau avec plus de 900 figurants. La célébration de 1937 fut de moindre ampleur en raison de la guerre imminente. En 1987, les 650 ans de l'apparition furent célébrés avec un livre, une procession et une exposition et finalement, en 2012, la société d'histoire locale Ascania a également organisé une exposition. Malheureusement, en raison de la sécularisation de la commune, les festivités ont cessé, les pèlerins sont quasiment inexistant et la légende est devenue inconnue à la quasi totalité de la population d'Asse. Seul une procession vers le site persiste toujours, le lundi de Pâques.

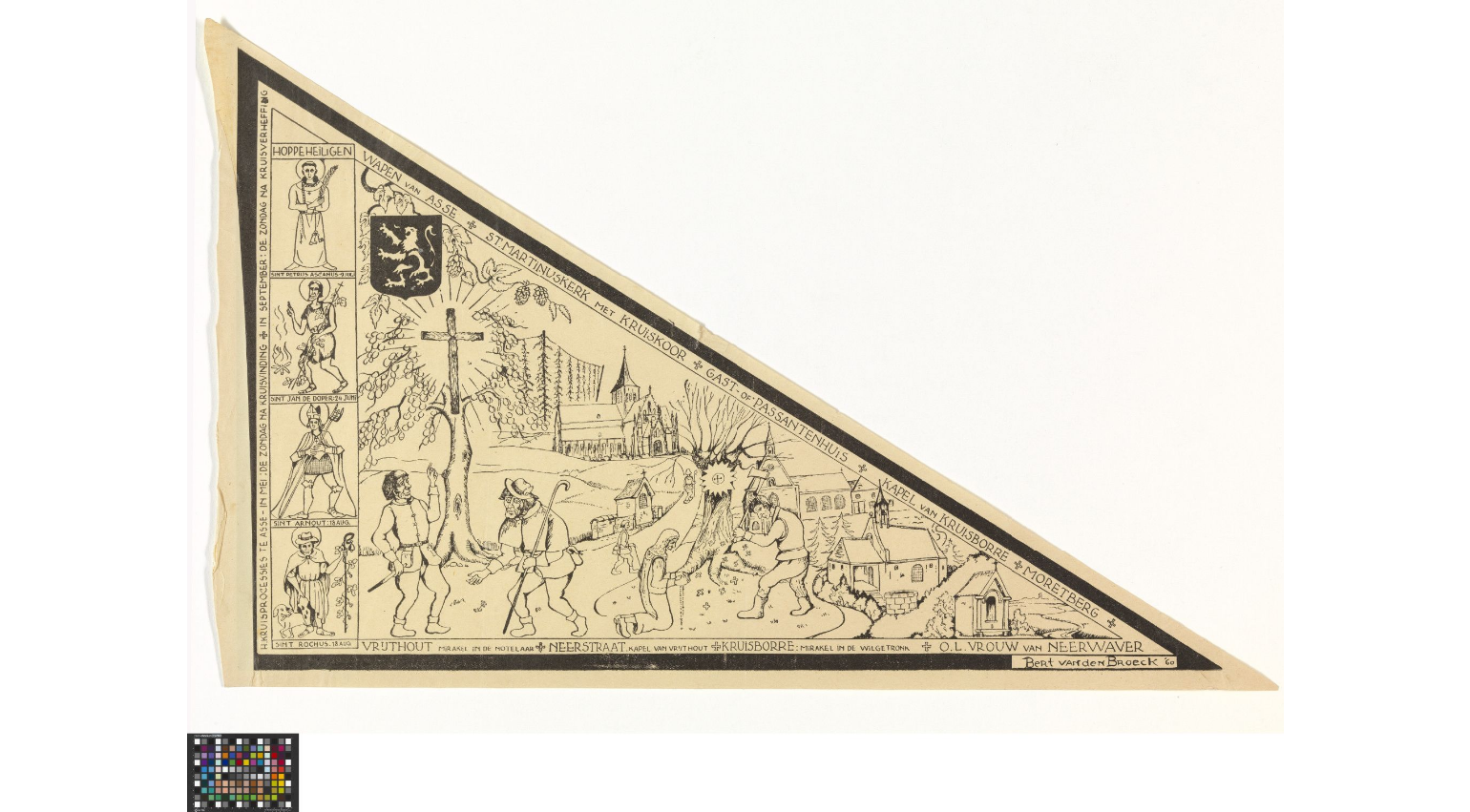
Fanion du pèlerinage de 1962

La véritable date des miracles parvenus au Kruisborre est inconnue mais il est généralement admit que la seconde croix a apparue dans le noyer en 1312.

## Chapelle du Kruisborre

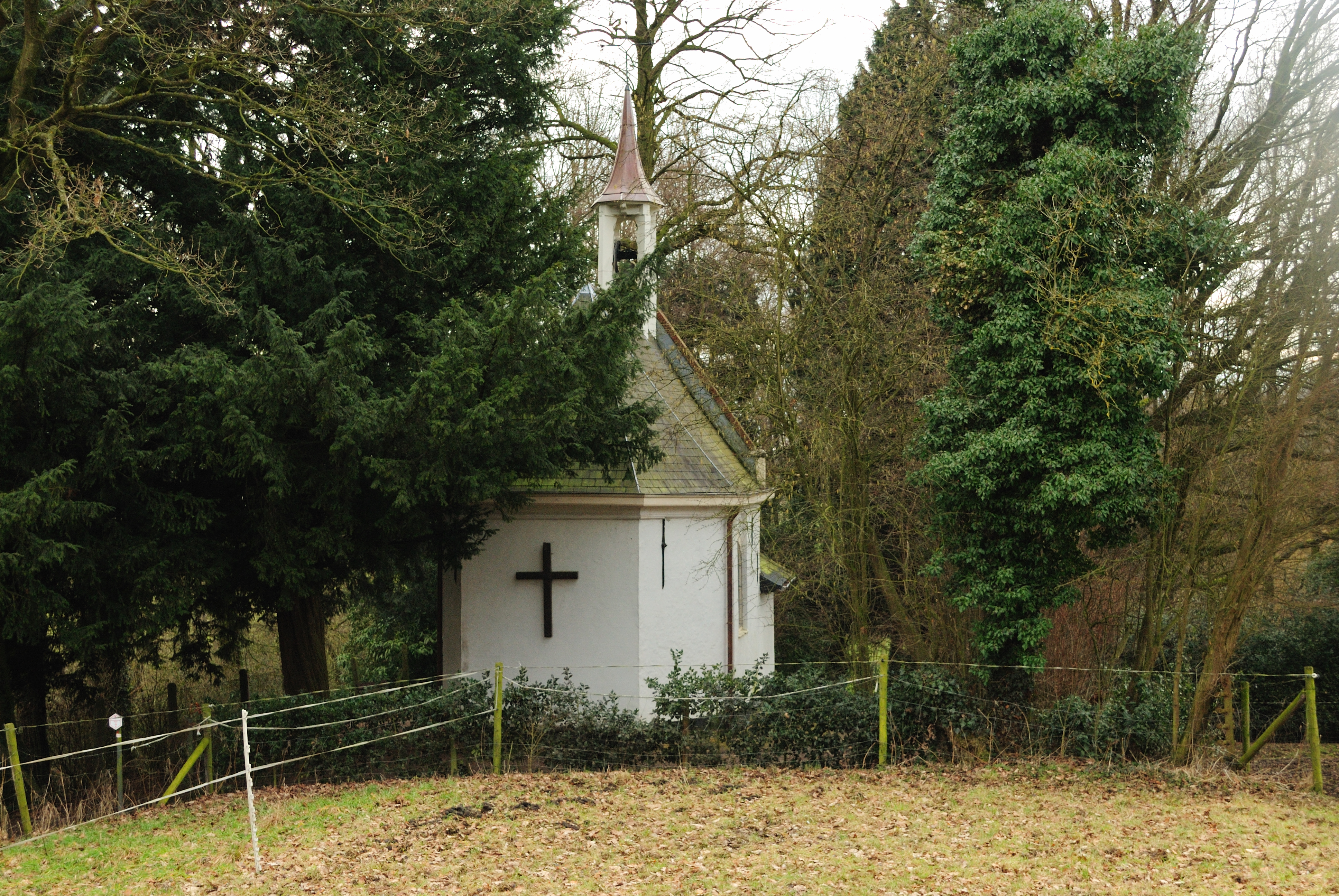
Chapelle du Kruisborre

En 1622, le prêtre Calenus fit construire une nouvelle chapelle à l'endroit où eut lieu le miracle de la première Sainte Croix. Il a ainsi provoqué une nouvelle vie à la vénération des Croix Miraculeuses à Asse.
La chapelle a été rénovée et restaurée a plusieurs reprises. En 1644, la toiture fut refaite et la tourelle fut construite. Heureusement, la chapelle a survécu eux années turbulentes de la Révolution Française à la fin du XVIIIe siècle car un fermier l'a achetée et a fait passer cette dernière pour une grange.

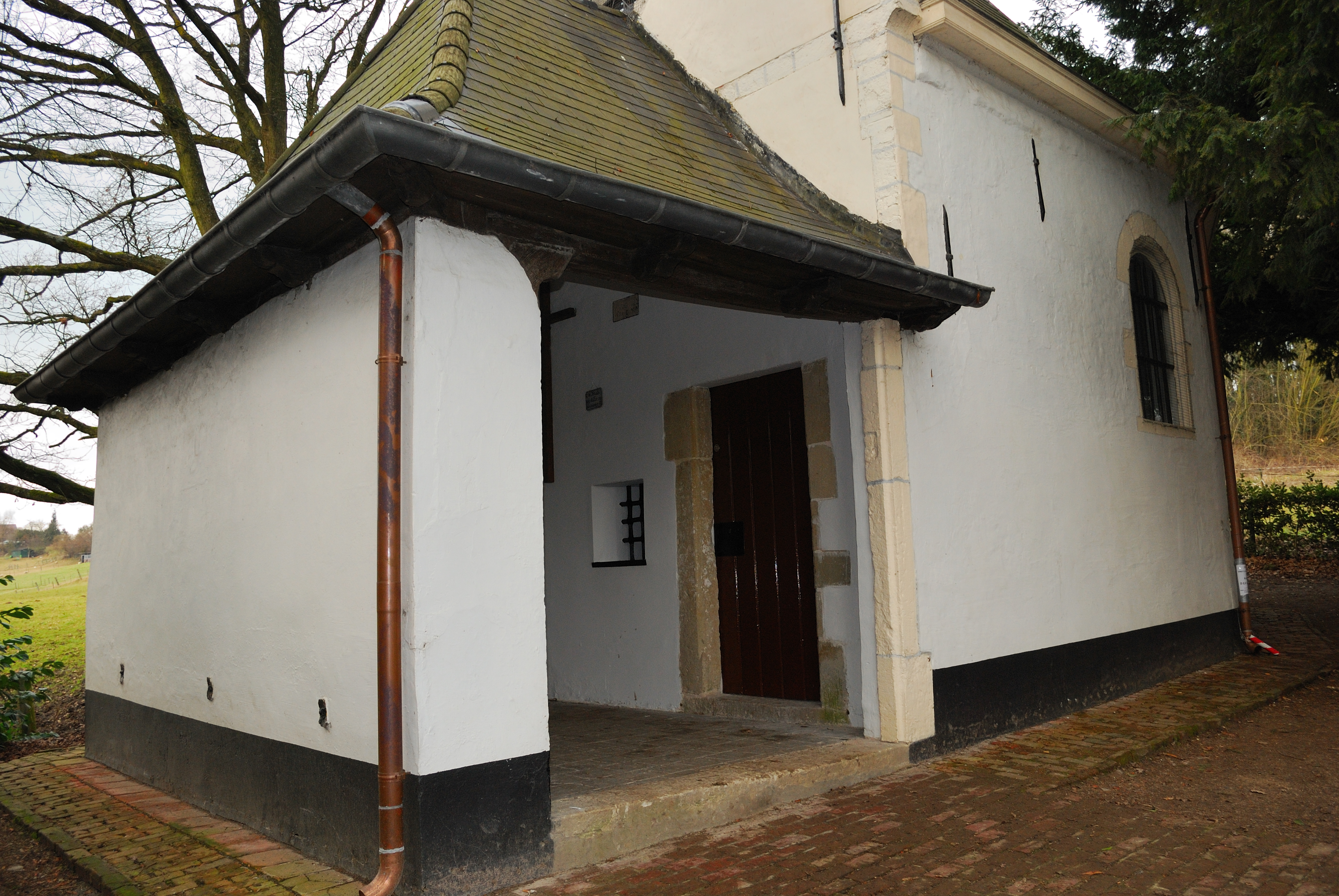
Entrée de la Chapelle

## Autres chapelles et croix
En raison du grand nombre de pèlerins, cinq autres petites chapelles et deux croix furent construites sur le chemin de la chapelle du Kruisborre.
En 2016, le conseil communal d'Asse, en collaboration avec l'ASBL Regional Landscape Groene Corridor, la province du Brabant flamand et les propriétaires et gestionnaires, restaurent les chapelles de campagne et les croix de la procession du Kruisborre. Les chemins menants à tout ce patrimoine a été modernisé et chaque chapelle et croix sont désormais dotés d'un panneau d'information.

### Chapelle Notre-Dame des Sept Douleurs

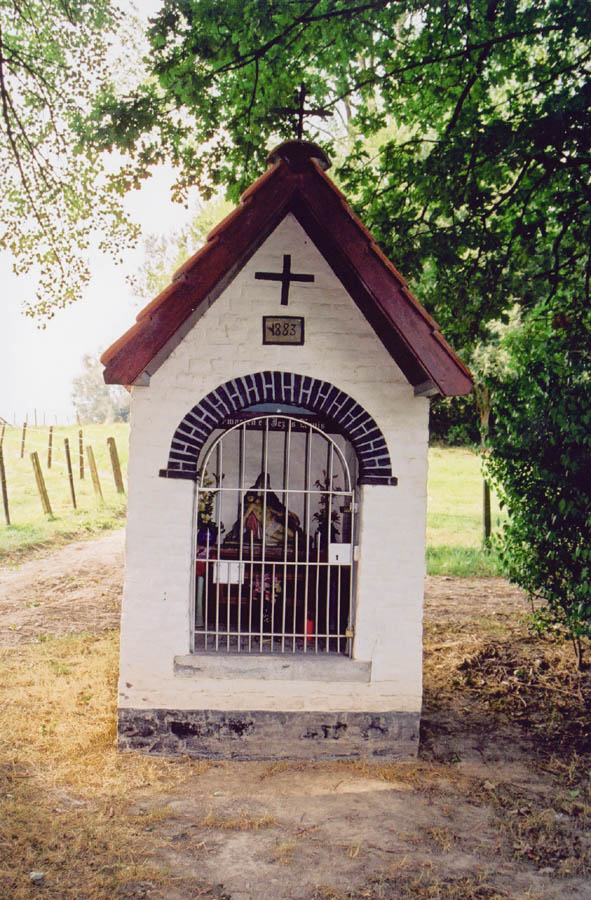
Chapelle Notre-Dame des Sept Douleurs

Cette chapelle, également appelée "chapelle de Suske Mol", fut construite en 1883 par la famille Van Mol car elle fut épargnée de la choléra après un pèlerinage. L'inscription dans la chapelle fait référence aux sept douleurs de Marie selon le Christianisme :
- La prophétie de Syméon.
- La fuite en Égypte.
- Jésus perdu au Temple.
- Marie trouve son Fils sur le chemin du Calvaire.
- Jésus meurt sur la Croix.
- Jésus est descendu de la Croix et remis à sa Mère.
- Jésus est mis au tombeau.

La chapelle est entourée d'un grand et vieux chêne ainsi que de beaux tilleuls, symbole du masculin et du féminin.

### Chapelle Saint-Joseph

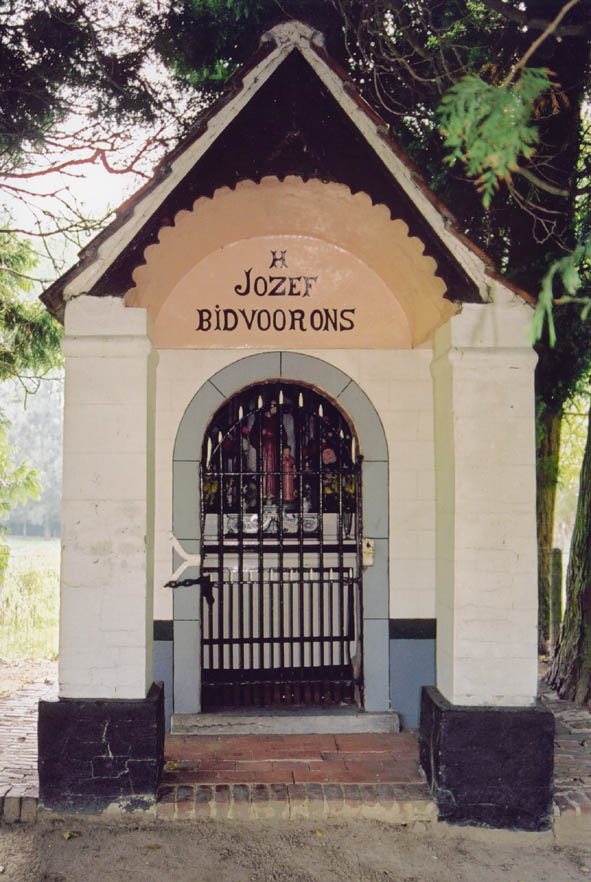
Chapelle Saint-Joseph

Elle fut construite à la fin du IXe siècle par la famille Van Nieuwenhuyzen car elle fut également épargnée de la choléra après un pèlerinage. Saint-Joseph est le saint patron des charpentiers et des ouvriers. La harpe qu'il tient fait référence à cela. Les conifères autour de la chapelle symbolisent la vie éternelle.

### Croix de Sjat

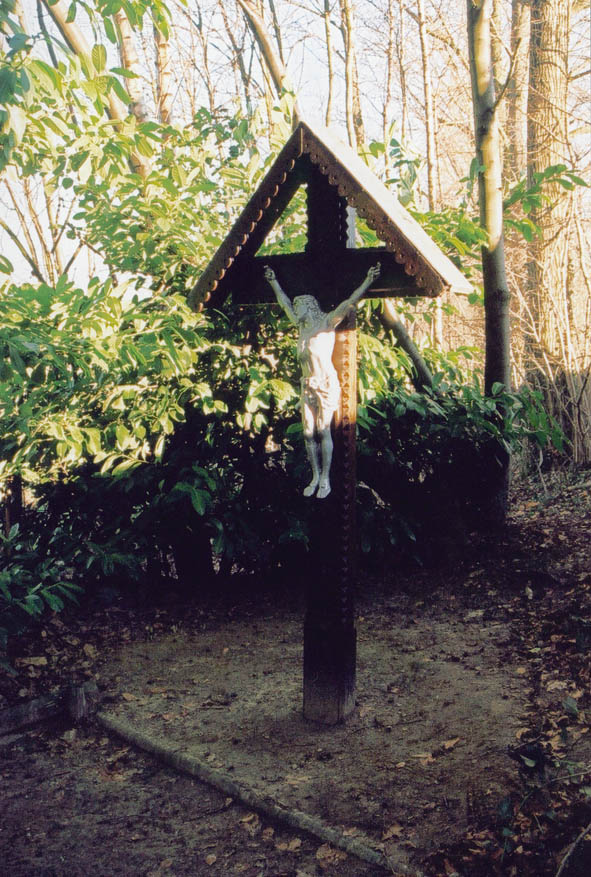
Croix de Sjat

Sjat, Louis Moerenhout (1868-1957), le forgeron et charron de Koudertaverent a fabriqué la croix durant la Seconde Guerre mondiale. Il promit de forger la croix et de faire le voyage, de son atelier, au Kruisborre à genoux pour la déposer si sa femme était guérie.
Dos à la croix, nous pouvons observer la tristement célèbre "Fosse Juive". Le Jodenput est l'endroit où, selon la légende, se trouvait le château des Lombards Juifs qui voulaient soudoyer la pauvre femme. Un coup de foudre aurait détruit le château et creusé un trou profond dans le sol. D'autres sources évoquent une carrière effondrée.

### Chapelle Notre-Dame de Lourdes

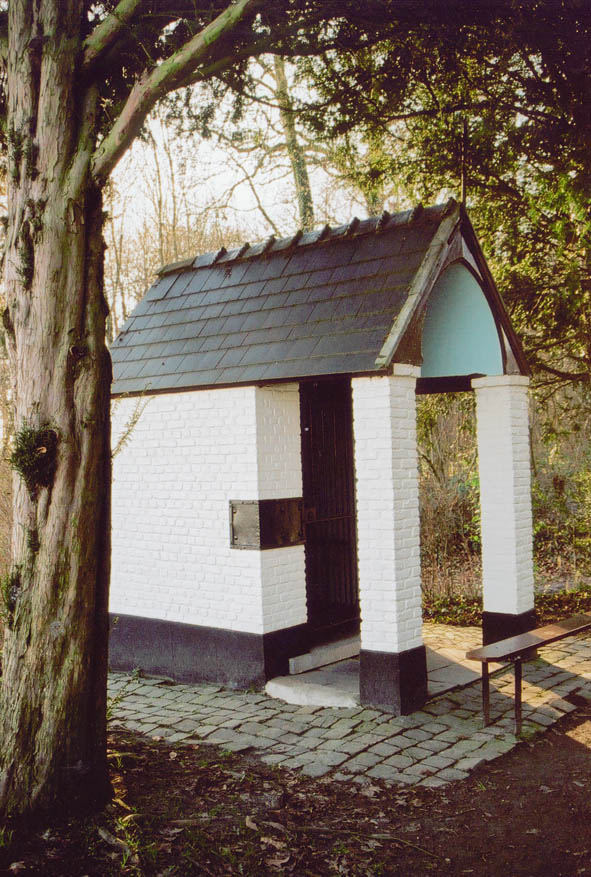
Chapelle Notre-Dame de Lourdes

Cette chapelle, également appelée « chapelle Baas », du nom de la famille Baussens qui fit construire la première chapelle. Les descendants de la famille Baussens la firent reconstruire à la fin du XIXe siècle et au début du XXe siècle après qu'une tempête l'avait complètement détruite.
On raconte qu'un certain Baussens travaillait comme polisseur de pierre au Jodenput. Un jour, il lui sembla entendre sa femme l'appeler. Comme il ne voyait rien, il continua à travailler mais lorsqu'il entendit l'appel une deuxième fois, il alla jeter un œil. Le carrier venait à peine de sortir de la carrière que la fosse s'est effondrée. Par gratitude, il fit construire la chapelle. Autrefois, derrière la chapelle se trouvaient des champs de houblon, entourés de forêts de feuillus.

### Chapelle Notre-Dame de Neerwaver

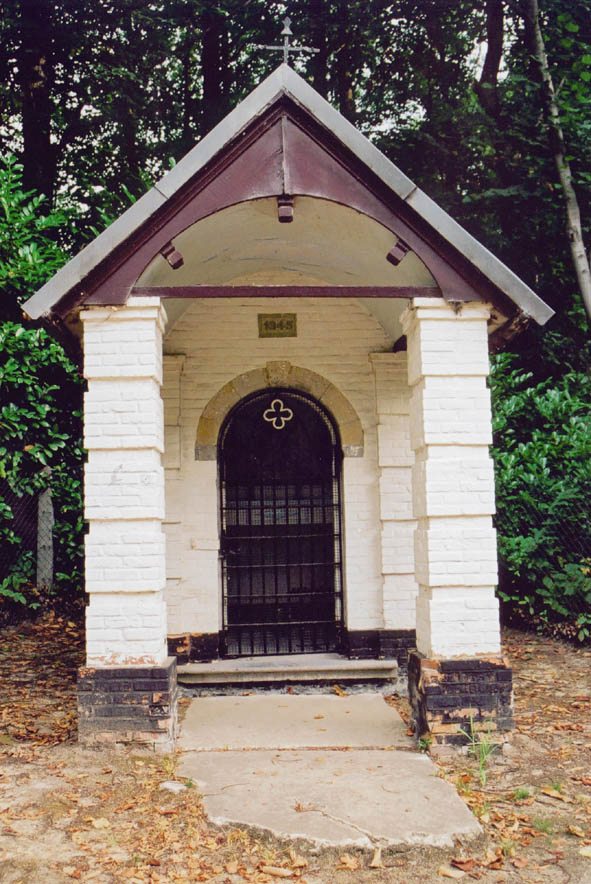
Chapelle Notre-Dame de Neerwaver

À l'origine, la chapelle, plus grande, se trouvait sur le Kerkberg, une colline boisée sur l'Edingsesteenweg qui se trouve à un kilomètre du Kruisborre. En 1945, il fallut laisser la place à la construction d'une villa. Une partie des matériaux furent conservés.
Il y a une légende à propos de cette chapelle racontant qu'il y a des centaines d'années, un berger traversait chaque jour la forêt du Keierberg avec son troupeau de moutons. Le long de cette route, se trouvait une statue de la Vierge Marie, à laquette le berger était très fortement attaché. Un jour, il abandonna son métier de berger pour aller s'installer à Neerwaver (Basse-Wavre).
Mais il ne pouvait pas imaginer une seconde devoir abandonner cette statue qu'il affectionnait tant, donc il l'emporta avec lui à Neerwaver. Le lendemain matin, la statue avait disparu et après quelque temps, il retourna à Asse et vit avec stupéfaction la statue à son emplacement d'origine. Alors il l'a déroba à nouveau, mais encore une fois elle disparût et réapparut dans la forêt du Keierberg. Alors le berger décida de raconter cette histoire et les gens affluèrent de loin pour prier devant cette statue. Le berger lui-même retourna vivre à Asse car il ne pouvait pas vivre sans la statue proche de lui.
La chapelle a donc été dédiée à cet évènement au moins en 1696.

### Chapelle Saint-Antoine

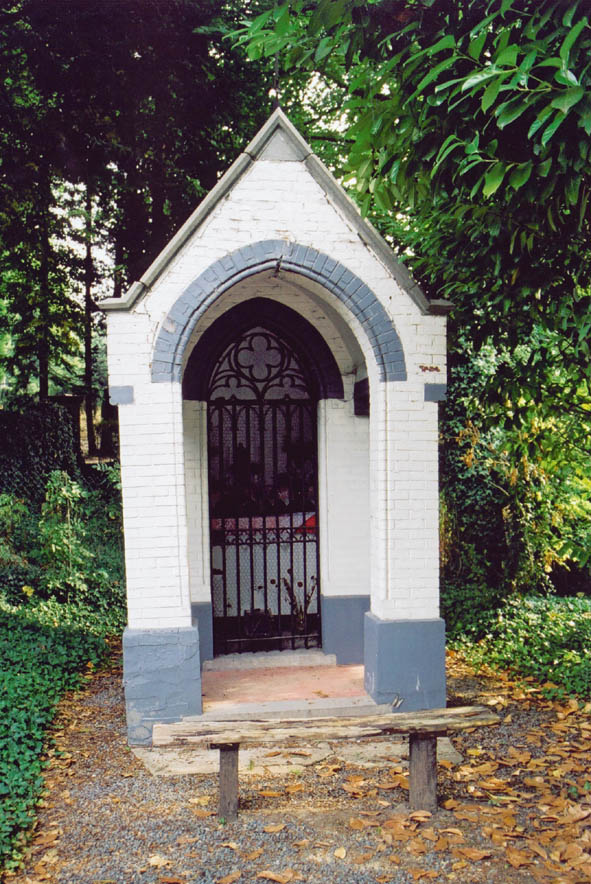
Chapelle Saint-Antoine

La chapelle Saint-Antoine a été construite vers 1930. Saint-Antoine est le saint patron des choses perdues, que ça soit matériellement ou spitrituellement, des franciscains, des femmes et des enfants, des pauvres, des boulangers, des mineurs, du mariage, des amoureux, des pèlerins et des voyageurs, et contre les naufrages, la fièvre et la peste.
Curieusement, très peu d'attention a été donnée à cette chapelle dans l'histoire.

### Kruislieveheer(Croix Notre-Père)
La croix en bois avec le Christ en fer date du XXe siècle. La famille Van der Borght l'a placé au pied de ce qu'on appelait autrefois, le Kerkberg, également le long de l'Edingsesteenweg.
La croix était autrefois entourée de deux tilleuls, en 2017, il n'en restait plus qu'un. Ils symbolisent la protection, la cohésion des chrétiens, la paix, la fidélité et l'amour, le tilleul est souvent associé à la féminité.